# Waleed Mubarak
Waleed Al Jasem Mubarak (en arabe : وليد الجاسم) (né le 17 novembre 1959 à Koweït et mort le 26 mai 2025 à Bordeaux) est un footballeur international koweïtien qui évolue au poste de défenseur dans les années 1980.

## Carrière

### Carrière en sélection
Avec l'équipe du Koweït, il joue 16 matchs entre 1980 et 1989. 
Il figure dans le groupe des sélectionnés lors de la coupe du monde de 1982 (sans toutefois jouer de matchs lors de la phase finale). Il prend toutefois part à 9 matchs comptant pour les tours préliminaires des coupes du monde.
Il participe également à la Coupe d'Asie des nations de 1984, ainsi qu'aux JO de 1980.

## Palmarès
Koweït SC
- Championnat du Koweït :
  - Vice-champion : 1984-85 et 1987-88.

- Coupe du Koweït :
  - Vainqueur : 1984-85, 1986-87 et 1987-88.

- Coupe arabe des vainqueurs de coupe :
  - Finaliste : 1989.